# بني ورتيلان
بني ورتيلان أو آت أورتيران هي مدينة وبلدية تابعة إداريا وإقليميا إلى دائرة بني ورتيلان التابعة إلى ولاية سطيف الجزائرية، تقع على بعد 81 كلم شمال غرب مدينة سطيف، وهي بلدية تعدادها السكاني حوالي 35214 نسمة (إحصاء سنة 2008) ، يمر بها الطريق الوطني رقم 74 (N74)، يمارس سكانها الزراعة، وتربية الماشية والدواجن، والصناعة والحرف التقليدية، كما ستشهد في المستقبل القريب مشروع منطقة صناعية سيوفر الكثير من مناصب الشغل.

## لمحة عن المنطقة
بني ورتيلان بلدية جزائرية تابعة إقليمياً وإداريا إلى دائرة بني ورتيلان، الكائنة في ولاية سطيف الجزائرية، تقع منطقة بني ورتيلان في الجهة الشمالية الغربية لـ عاصمة الهضاب العليا ولاية سطيف، شمال غرب مركز الولاية مدينة سطيف ومنطقة بني ورتيلان منطقة جبلية، متوسط ارتفاعها يتراوح ما بين 300 متر فوق سطح البحر وإلى 1300 متر، ومن الجبال المحيطة بالمنطقة: أزرو يفلان (Azru iflan) والجبل المثقوب 1380 متر فوق سطح البحر، وجبل رأس أكوف، وهي منطقة فلاحية وزراعية وقطب لنشاطات الصناعة والحرف التقليدية.....

## تاريخ

### فترة ما قبل الفتح الإسلامي
ظهرت أهمية منطقة بني ورتيلان خلال فترة ما قبل الإسلام في كونها منطقة إستراتيجية تربط بين منطقة بجاية (صالدي قديما) ومنطقة سطيف (تسيفيس) أو (آزديف) وما يدل على ذلك المحطة الأثرية الرومانية الموجودة في «بوغروم» فوق جسر «بوسلام» «اقن اذلسن» بفريحة، «لوطا نسديك» تازروتس، جامع بربر بألموثن.

### الفترة الإسلامية
تركت الفترة الإسلامية بصماتها في المنطقة حتى الآن، ابتداء من الفترة الحمادية، من حيث قرب المنطقة من عاصمة الحماديين (بجاية)، مما سهل انتقال العلماء والفقهاء إلى المنطقة، والدليل على ذلك وجود زوايا لتعليم القرآن والعلوم الشرعية، بالإضافة إلى المخطوطات والمجلدات التاريخية.

### فترة الاستعمار الفرنسي
منطقة بني ورتيلان كغيرها من مناطق الوطن قاومت وكافحت الاستعمار الفرنسي منذ أن وطأت أقدامه أرض الوطن بالمشاركة في المقاومات الشعبية منها على سبيل المثال:
- خوض مقاومات ضد الجنرال «فيدو» 1847م.
- استمرار المقاومة المتمثلة في ثورة المقراني، والشيخ الحداد في 1871م.
- مجازر 08 ماي 1947م، إلى غاية اندلاع ثورة أول نوفمبر 1954م
- ثورة أول نوفمبر 1954م، التي استقبلها سكان بني ورتيلان لأول مرة بشغف وخاض فيها مواطنو المنطقة عدة معارك بالرغم من الصعوبات المتنوعة كالفقر، الأمية وقلة الأسلحة والإبادة التي كان مارسها جيش الاحتلال الفرنسي، كتدمير القرى وحرقها، وحرق غاباتها، والمحاصيل الزراعية، وكذلك المناخ البارد، وصعوبة التضاريس.[5]

## التركيبة السكانية
بلغ عدد السكان 14.528 نسمة. وذلك عام (2008)

## أصل التسمية
كلمة آت ورتيلان هي كلمة أمازيغية مركبة من 3 كلمات، آت تعني قوم أو أصحاب، اما الكلمة أورتيران فهو مصطلح مركب من كلمتين أمازيغيتين هما: urti تعني حقل، وiran تعني الأسود، وبذلك تعني (حقل الأسود)، باعتبار أن المنطقة كانت إحدى المناطق التي إستوطنها الأسد البربري في شمال افريقيا قبل أن ينقرض في البرية أواخر عشرينيات القرن العشرين.